# Orlice (Letohrad)
Orlice (německy Erlitz) je vesnice a část města Letohrad v okrese Ústí nad Orlicí. Nachází se na jihovýchodě Letohradu. Orlice je také název katastrálního území o rozloze 8,94 km².

## Historie
První písemná zmínka o vesnici pochází z roku 1361.

## Pamětihodnosti
- Kostel Nanebevzetí Panny Marie z roku 1709
- Renesanční tvrz Orlice